# Munschwitz
Munschwitz ist ein Ortsteil der Stadt Leutenberg im Landkreis Saalfeld-Rudolstadt in Thüringen.

## Geografie
Die Kreisstraße 166 führt durch das Lemnitztal und verbindet das Hochplateau um das Dorf Munschwitz mit der östlich nach dem Dorfende liegenden Ansiedlung St. Jakob und mit der Bundesstraße 90 im westlich liegenden Sormitztal. Auch diese Hochfläche wird von Wald umrahmt. Die Gemarkungen von Munschwitz und St. Jacob gehören dem Südostthüringer Schiefergebirge an und weisen die gleichen Qualitäten vor wie in den Nachbarorten.

## Geschichte
1340 wurde Munschwitz erstmals urkundlich erwähnt. Für den benachbarten und von jeher verbundenen Weiler St. Jacob konnte in der vorliegenden Literatur keine urkundliche Ersterwähnung ermittelt werden. Munschwitz gehörte zur Grafschaft Schwarzburg-Leutenberg und nach dessen Erlöschen von 1564 bis 1918 zur Oberherrschaft der Grafschaft bzw. des Fürstentums Schwarzburg-Rudolstadt.
Munschwitz, das Dorf der Mönche, und St. Jacob haben ein gemeinsames Ortssiegel, weil sie immer schon eine Gemeinde bildeten. Auf dem Siegel sind das Pfarrhaus und das Schulhaus sowie drei Linden dargestellt. Die landwirtschaftlich geprägten Orte gingen zur Zeit der DDR den Weg der ostdeutschen Agrarpolitik und setzten ebenso auf den Tourismus.